# Group 1 Crew
Group 1 Crew – zespół wykonujący chrześcijańską muzykę rodzaju hip-hop. Zespół podpisał kontrakt z „Fervent Records” i „Warner Bros. Records”. Zadebiutowali w 2006 roku przebojem „Can’t Go On”, w WOW Hits 2007. Wkrótce potem ukazał się ich pierwszy minialbum „I Have a Dream” (2006). Zespół wydał swój debiutancki pełnometrażowy album studyjny „Group 1 Crew” w lutym 2007 roku.
Ich popularny radiowy singiel „Forgive Me” pojawił się w jednym z odcinków amerykańskiego serialu „Pogoda na miłość”. We wrześniu 2010 roku ukazał się ich album „Outta Space Love”, który okazał się być ich najbardziej popularnym albumem, a wiele z tych piosenek zostały wykorzystane w America’s Got Talent.

## Dyskografia

### Albumy
- 2007 – Group 1 Crew
- 2008 – Ordinary Dreamers
- 2010 – Outta Space Love
- 2012 – Fearless